# رگو
رگو (به آلمانی: Regau) یک منطقهٔ مسکونی در اتریش است که در ناحیه وکلابروک واقع شده‌است. رگو ۳۴ کیلومتر مربع مساحت دارد ۴۲۹ متر بالاتر از سطح دریا واقع شده‌است.